# 공오균
공오균(한국 한자: 孔五均, 1974년 9월 10일 ~ )은 대한민국의 전직 축구 선수이자 현 지도자로 현역 시절 포지션은 공격수였다. 현역 시절 9년간 대전 하나 시티즌에서 맹활약한 뒤 선수 은퇴 후 대한민국 U-20 축구 국가대표팀, 대한민국 U-23 축구 국가대표팀, 인도네시아 축구 국가대표팀, K리그2 서울 이랜드 등에서 코치로 재직하였다.

## 선수 경력
1997년 대전 시티즌에 입단하여 10시즌을 소화하며 컵대회를 통틀어 291경기에 나서 38골을 기록한 공오균 감독은 전방 스트라이커부터 윙어, 공격형 미드필더 등 다양한 포지션에서 활약하면서 2001년 FA컵 우승, 2002년 슈퍼컵 준우승, 2004년 리그컵 준우승 등에 공헌했고 특히 2002년 12월 3일에는 대전 한국철도와의 2002년 FA컵 16강전에서 해트트릭을 기록하며 대전 창단 1호 해트트릭의 주인공이 되었으며 이러한 활약에 힘입어 대전은 그 해 FA컵 4강까지 올랐다.
그 후 2006년 오랜 기간 활약한 대전으로부터 방출 통보를 받았으나 경남 FC에 입단하며 다시 K리그로 복귀한 뒤 2008년 5월 14일 부산 아이파크와의 경기에서 득점을 올려 경남의 팀 통산 100번째 골을 기록한 주인공이 되었다.
소속팀으로부터 은퇴 제의를 받았으나 선수 생활을 이어나가겠다는 의지를 밝힌 후 호주 A리그의 선샤인 코스트로 이적하여 활약한 후 선수 생활에 마침표를 찍었다.

## 지도자 경력
선수 은퇴 후 6년이 지난 2015년 중국 슈퍼리그의 선전 FC의 수석 코치로 지도자 생활을 시작했고 2016년에는 대한민국 U-18 대표팀의 코치로 활동하였다.
이후 같은 해 대한민국 U-17 대표팀의 수석 코치로 부임하여 인도에서 열린 2017년 FIFA U-17 월드컵에서 대한민국 U-17 대표팀의 16강 진출을 도왔고 이후 2016년부터 2019년까지 U-20 대표팀과 대한민국 U-23 대표팀의 코치로 활동했으며 특히 폴란드에서 열린 2019년 FIFA U-20 월드컵에서 대한민국 U-20 대표팀의 사상 첫 FIFA 주관 대회 준우승을 이끌어냈다.
그 후 2019년 12월 26일 인도네시아 축구 국가대표팀의 수석 코치로 부임하여 2021년까지 성인팀과 U-20 대표팀을 이끌었고 2020년 4월 4일에는 한국행 비행기에 탑승하기 전 현지 병원에서 실시한 코로나19 신속 검사에서 양성 판정을 받았으나 귀국 후 재진행된 PCR 검사에서 최종 음성 판정을 받았다.
2021년 8월 2일에 정정용 감독의 부름을 받아 서울 이랜드의 코치로 부임하였으나 2021 시즌 종료 후 대대적인 개편 차원에서 코치진이 대거 교체되면서 서울 이랜드와의 계약을 종료했다.
그 후 2022년 2월 23일 2021년 동남아시아 경기 대회 이후 베트남 U-23 대표팀 감독직에서 물러나는 박항서 감독의 후임으로 내정된 뒤열린 2021년 동남아시아 경기 대회에서 베트남 U-23 대표팀 수석 코치로 박항서 감독을 보좌하여 베트남의 2회 연속 동남아시아 경기 대회 금메달 획득을 이끌었고 이후 같은 해 6월 태국과의 2022년 AFC U-23 아시안컵 C조 조별리그 1차전에서 베트남 U-23 대표팀 감독 데뷔전(2-2 무)을 치렀으며 팀은 이 대회에서 대한민국에 이어 조 2위로 4년만에 U-23 아시안컵 8강 진출에 성공했다.
2022년 3월부터 임중용, 주승진 등과 함께 P급 지도자 자격 강습회에 참여하기 시작했다.

## 수상 내역

### 클럽 (선수)
대전 하나 시티즌
- FA컵 : 우승 (2001), 4강 (2002)
- 슈퍼컵 : 준우승 (2002)
- 리그컵 : 준우승 (2004)

### 국가대표팀 (지도자)
대한민국 U-20 (코치)
- FIFA U-20 월드컵 : 준우승 (2019)

 베트남 U-23 (수석 코치)
- 동남아시아 경기 대회 : 금메달 (2021)